# Prix Albert-Lasker pour la recherche médicale fondamentale
Le prix Albert-Lasker pour la recherche médicale fondamentale est l'un des quatre prix Albert-Lasker décernée par la Fondation Lasker pour la « compréhension, le diagnostic, la prévention, le traitement, et guérison d'une maladie ». Ce prix, ainsi que le prix Albert-Lasker pour la recherche médicale clinique sont la plus haute récompense scientifique médicale aux États-Unis,  et est souvent considéré comme l'antichambre du prix Nobel de physiologie ou médecine. Jusqu'en 2019, 68 des 161 lauréats ont également reçu par la suite le prix Nobel de physiologie ou de médecine, neuf un prix Nobel de chimie, et un (Ernst Ruska) un prix Nobel de physique.

## Récipiendaires du prix Albert-Lasker pour la recherche médicale fondamentale
Les récipiendaires du prix sont :
- 1946 : Carl Ferdinand Cori
- 1947 : Oswald Avery, Homer Smith

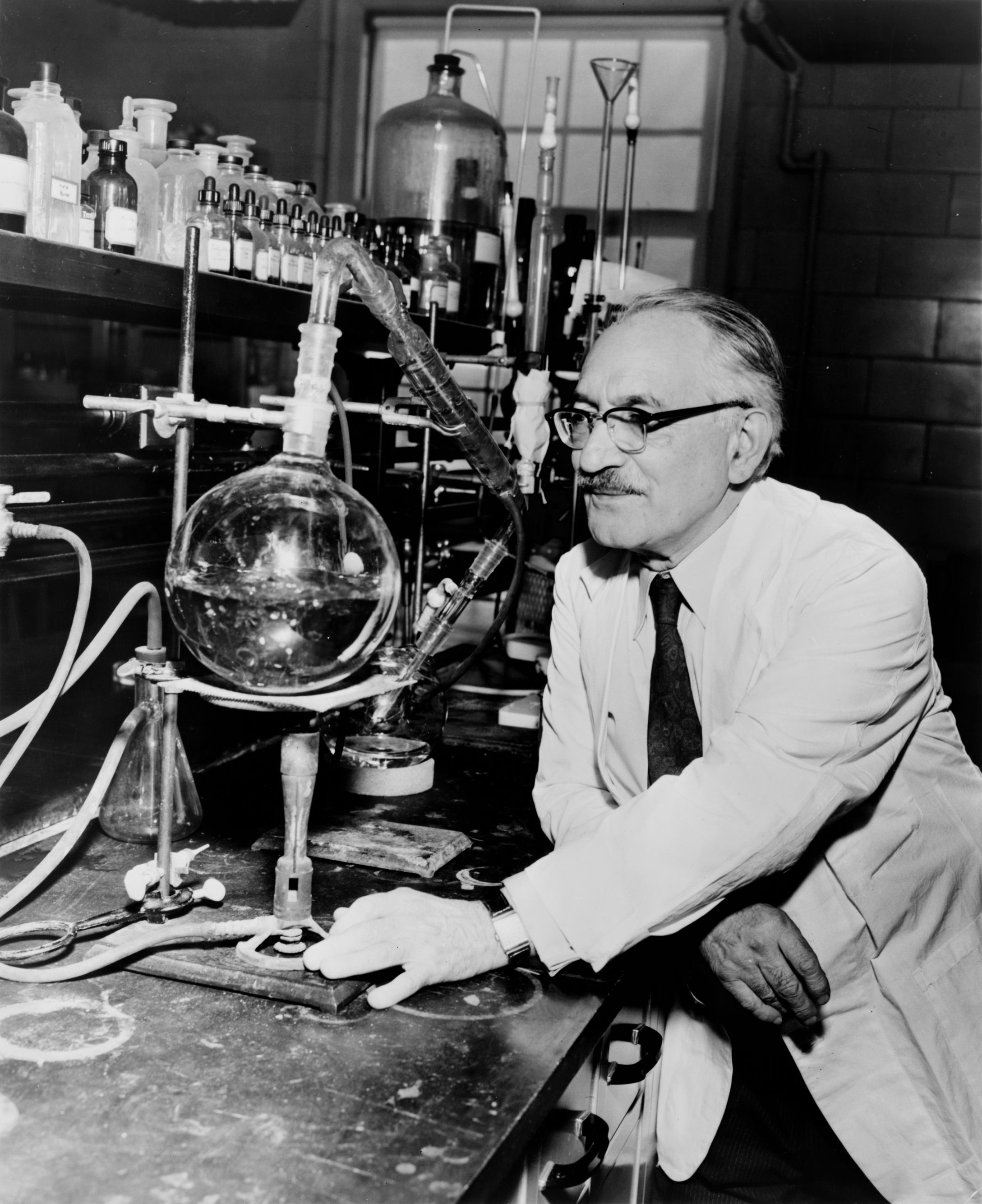
Selman Waksman

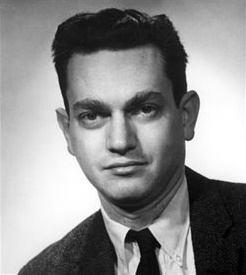
Marshall Nirenberg

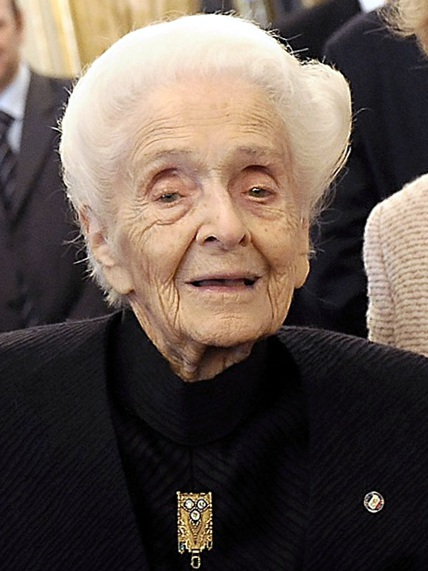
Rita Levi-Montalcini

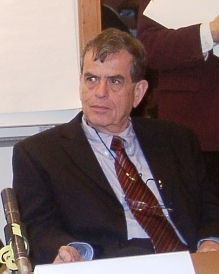
Aaron Ciechanover

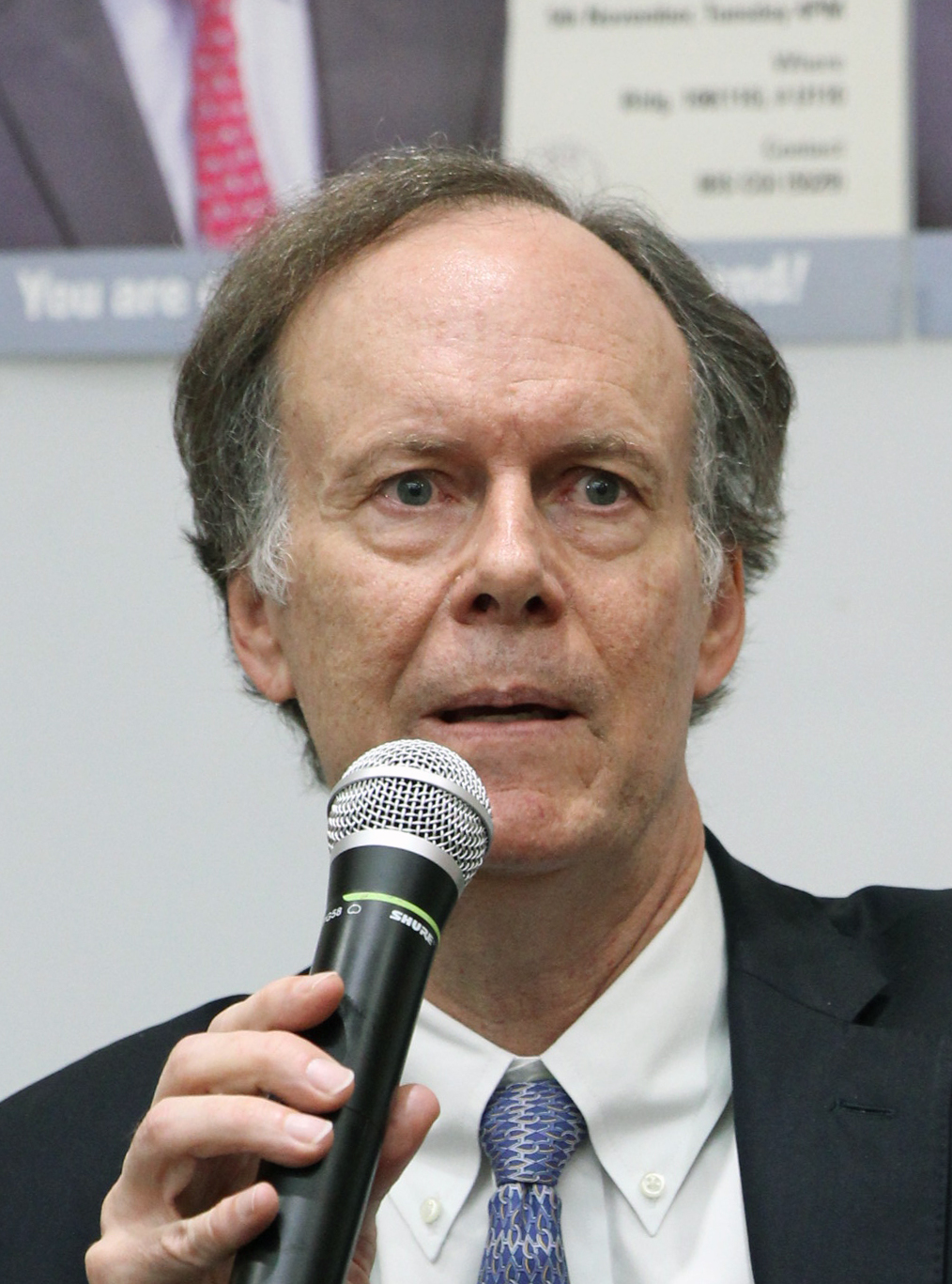
William Kaelin

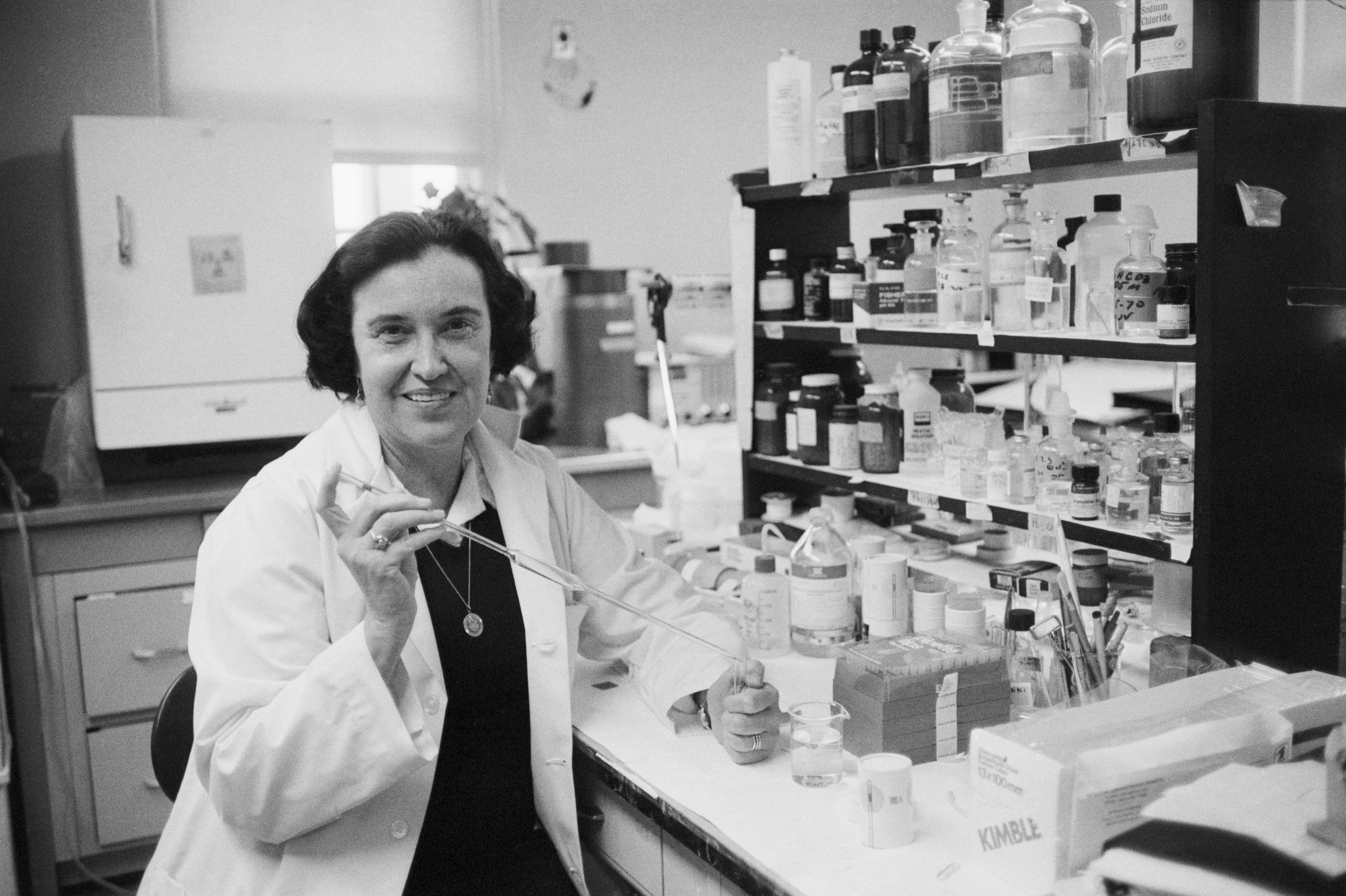
Rosalyn Yalow

- 1948 : Vincent du Vigneaud, Selman Waksman, René Dubos
- 1949 : André Cournand, William Tillett, Royal Christensen
- 1950 : George Wells Beadle
- 1951 : Karl Meyer
- 1952 : Frank Macfarlane Burnet
- 1953 : Hans Adolf Krebs, Michael Heidelberger, George Wald
- 1954 : Edwin B. Astwood, John Franklin Enders, Albert Szent-Györgyi
- 1955 : Karl Paul Link, Carl Wiggers
- 1956 : Karl Meyer, Francis Schmitt
- 1957 : Isaac Starr
- 1958 : Peyton Rous, Theodore Puck, Alfred Hershey, Gerhard Schramm, Heinz Fraenkel-Conrat, Irvine Page
- 1959 : Albert Coons, Jules Freund
- 1960 : Maurice Wilkins, Francis Crick, James Watson, James Neel, Lionel Penrose, Ernst Ruska, James Hillier
- 1962 : Choh Li
- 1963 : Lyman C. Craig
- 1964 : Renato Dulbecco, Harry Rubin
- 1965 : Robert Holley
- 1966 : George Palade
- 1967 : Bernard Beryl Brodie
- 1968 : Marshall Nirenberg, Gobind Khorana, William Windle
- 1969 : Bruce Merrifield
- 1970 : Earl Sutherland
- 1971 : Seymour Benzer, Sydney Brenner, Charles Yanofsky
- 1974 : Ludwik Gross, Howard Skipper, Sol Spiegelman, Howard Temin
- 1975 : Roger Guillemin, Andrew Schally, Frank Dixon, Henry Kunkel
- 1976 : Rosalyn Yalow
- 1977 : Sune Bergström, Bengt Samuelsson, John Vane
- 1978 : Hans Kosterlitz, John Hughes, Solomon Snyder
- 1979 : Walter Gilbert, Frederick Sanger, Roger Wolcott Sperry
- 1980 : Paul Berg, Herbert Boyer, Stanley Norman Cohen, Dale Kaiser
- 1981 : Barbara McClintock
- 1982 : J. Michael Bishop, Raymond Erikson, Hidesaburo Hanafusa, Harold Varmus, Robert Gallo
- 1983 : Eric Kandel, Vernon Mountcastle
- 1984 : Michael Potter, Georges Köhler, César Milstein
- 1985 : Michael Brown, Joseph Goldstein
- 1986 : Rita Levi-Montalcini, Stanley Cohen
- 1987 : Leroy Hood, Philip Leder, Susumu Tonegawa
- 1988 : Thomas Cech, Phillip Sharp
- 1989 : Michael Berridge, Alfred Gilman, Edwin Krebs, Yasutomi Nishizuka
- 1991 : Edward B. Lewis, Christiane Nüsslein-Volhard
- 1993 : Günter Blobel
- 1994 : Stanley Prusiner
- 1995 : Peter Doherty, Jack Strominger, Emil Unanue, Don Craig Wiley, Rolf Zinkernagel
- 1996 : Robert Furchgott, Ferid Murad
- 1997 : Mark Ptashne
- 1998 : Leland Hartwell, Yoshio Masui, Paul Nurse
- 1999 : Clay Armstrong, Bertil Hille, Roderick MacKinnon
- 2000 : Aaron Ciechanover, Avram Hershko, Alexander Varshavsky
- 2001 : Mario Capecchi, Martin Evans, Oliver Smithies
- 2002 : James Rothman, Randy Schekman
- 2003 : Robert Roeder
- 2004 : Pierre Chambon, Ronald Evans, Elwood Jensen
- 2005 : Ernest McCulloch, James Till
- 2006 : Elizabeth Blackburn, Carol Greider, Jack Szostak
- 2007 : Ralph Steinman
- 2008 : Victor Ambros, David Baulcombe, Gary Ruvkun
- 2009 : John Gurdon, Shinya Yamanaka
- 2010 : Douglas Coleman, Jeffrey M. Friedman
- 2011 : Franz-Ulrich Hartl et Arthur Horwich, pour leurs travaux sur les protéines chaperons.
- 2012 : Michael Sheetz, James Spudich, et Ronald Vale pour leurs travaux sur les protéines motrices.
- 2013 : Richard Scheller et Thomas Südhof pour leurs travaux sur les neurotransmetteurs et la communication des cellules nerveuses.
- 2014 : Kazutoshi Mori, Peter Walter
- 2015 : Stephen Elledge, Evelyn Witkin
- 2016 : William Kaelin, Peter Ratcliffe, Gregg Semenza
- 2017 : Michael Hall
- 2018 : Charles David Allis et Michael Grunstein
- 2019 : Max Cooper, Jacques Miller, pour la découverte des lymphocytes T et B
- 2020 : pas de lauréat (pandémie)
- 2021 : Karl Deisseroth, Peter Hegemann, Dieter Oesterhelt, pour leurs travaux en optogénétique
- 2022 : Richard Hynes, Erkki Ruoslahti, Timothy Springer, pour leurs travaux relatifs aux intégrines
- 2023 : Demis Hassabis, John Michael Jumper, pour leur conception du logiciel AlphaFold
- 2024 : Zhijian “James” Chen, pour ses travaux sur l'enzyme cGAS